# Mike Easton
Michael Raymond Easton (Washington, 25 de janeiro de 1984) é um lutador americano de artes marciais mistas, atualmente compete no Peso Galo. Ele foi Campeão Peso Galo do Ultimate Warrior Challenge antes de entrar para o UFC.

## Carreira no MMA

### Começo da carreira
Easton fez sua estréia profissional em 2003 pelo Reality Fighting quando tinha 20 anos. Ele enfrentou e derrotou Anibal Torres por decisão unânime. Após quase um ano de sua estréia, Easton retornou ao derrotar Jason Taylor, e venceu novamente por decisão unânime.
Em 2007, Easton foi premiado com a Faixa Preta em Jiu Jitsu Brasileiro por Lloyd Irvin. Nesse ano Easton teve sua primeira derrota. Durante a luta com Reynaldo Duarte, Easton calculou mal o tempo do chute e levou o golpe forte no seu cotovelo. Ele relembrou a lesão em uma entrevista à The Washington Post. "Meu braço virou para trás, eu estava tendo uma conversa com meu treinador enquanto o adversário tentava me socar. Eu dizia, 'Cara, meu braço não está funcionando. O que está acontecendo com meu braço?' Esse cara só quer me golpear no rosto....eu não estava preocupado com ele. Eu não tenho medo de ninguém. "Por causa da gravidade da lesão meu córner foi forçado a jogar a toalha e Easton foi imediatamente levado ao hospital. Após acumular o cartel de 5-1, Easton entrou para a promoção baseada em Virgínia, Ultimate Warrior Challenge. Ele lutou duas vezes pela promoção antes de ganhar a chance pelo título contra Justin Robbins. Easton finalizou Robbins no terceiro round de uma luta de cinco rounds, vencendo o Título dos Galos.
Sua primeira defesa de cinturão foi contra Josh Ferguson no UWC 6: Capital Punishment em Abril de 2009. Easton venceu a luta no primeiro round por finalização.
Easton enfrentou o ex-Campeão do WEC, Chase Beebe. A luta durou os cinco rounds. Porém, Easton venceu a luta por decisão dividida, e manteve seu título. O público vaiou fortemente o resultado, e a luta foi renomeada o Roubo do Ano pelo Sherdog.

### Ultimate Fighting Championship
Após quase dois anos sem lutar, Easton entrnou para o UFC em 26 de Julho de 2011. Sua estréia na promoção era esperada para acontecer em 1 de Outubro de 2011 no UFC Live: Cruz vs. Johnson contra Jeff Hougland. Porém, Hougland foi forçado à se retirar da luta com uma lesão e foi substituído pelo estreante Byron Bloodworth. Bloodworth falhou ao tentar bater o peso de 135 lbs, e a luta foi mudada para catchweight em 138 lbs, com Bloodworth sendo multado pela infração. Easton venceu por nocaute técnico no segundo round.
Easton era esperado para enfrentar Ken Stone em 20 de Janeiro de 2012 no UFC on FX: Guillard vs. Miller. Porém, Stone foi forçado à se retirar da luta com uma lesão e foi substituído pelo estreante na promoção Jared Papazian. Easton venceu por decisão majoritária.
Easton era esperado para enfrentar Yves Jabouin em 15 de Maio de 2012 no UFC on Fuel TV: Korean Zombie vs. Poirier. Porém, Easton foi forçado à se retirar da luta alegando uma lesão e foi substituído por Jeff Hougland.
Easton enfrenou Ivan Menjivar em 7 de Julho de 2012 no UFC 148 e venceu por decisão unânime.
Easton era esperado para enfrentar T.J. Dillashaw em 8 de Dezembro de 2012 no UFC on Fox: Henderson vs. Diaz. Porém, Dillashaw foi forçado à se retirar da luta com uma lesão e foi substituído por Bryan Caraway. Caraway também se lesionou e foi substituído por Raphael Assunção. Ele perdeu por decisão unânime.
Easton enfrentou Brad Pickett em 6 de Abril de 2013 no UFC on Fuel TV: Mousasi vs. Latifi. Ele perdeu por decisão dividida, a performance de ambos lutadores lhes rendeu o prêmio de Luta da Noite.
Easton enfrentou T.J. Dillashaw em 15 de Janeiro de 2014 no UFC Fight Night: Rockhold vs. Philippou. Easton sofreu sua terceira derrota seguida ao perder por decisão unânime para Dillashaw. Easton também foi derrotado por Yves Jabouin em 14 de Junho de 2014 no UFC 174 em uma decisão unânime.
Com a sequência negativa de 4 derrotas consecutivas, o UFC anunciou a demissão de Easton no dia 23 de setembro de 2014.

## Cartel no MMA
| Cartel no MMA   |             |            |
| 18 lutas        | 13 vitórias | 5 derrotas |
| Por nocaute     | 4           | 1          |
| Por finalização | 2           | 0          |
| Por decisão     | 7           | 4          |

| Res.    | Cartel | Oponente               | Método                              | Evento                                  | Data       | Round | Tempo | Local                       | Notas                                                              |
| ------- | ------ | ---------------------- | ----------------------------------- | --------------------------------------- | ---------- | ----- | ----- | --------------------------- | ------------------------------------------------------------------ |
| Derrota | 13-5   | Yves Jabouin           | Decisão (unânime)                   | UFC 174                                 | 14/06/2014 | 3     | 5:00  | Vancouver, British Columbia |                                                                    |
| Derrota | 13-4   | T.J. Dillashaw         | Decisão (unânime)                   | UFC Fight Night: Rockhold vs. Philippou | 15/01/2014 | 3     | 5:00  | Duluth, Georgia             |                                                                    |
| Derrota | 13-3   | Brad Pickett           | Decisão (dividida)                  | UFC on Fuel TV: Mousasi vs. Latifi      | 06/04/2013 | 3     | 5:00  | Estocolmo                   | Luta da Noite.                                                     |
| Derrota | 13-2   | Raphael Assunção       | Decisão (unânime)                   | UFC on Fox: Henderson vs. Diaz          | 08/12/2012 | 3     | 5:00  | Seattle, Washington         |                                                                    |
| Vitória | 13-1   | Ivan Menjivar          | Decisão (unânime)                   | UFC 148: Silva vs. Sonnen II            | 07/07/2012 | 3     | 5:00  | Las Vegas, Nevada           |                                                                    |
| Vitória | 12-1   | Jared Papazian         | Decisão (majoritária)               | UFC on FX: Guillard vs. Miller          | 20/01/2012 | 3     | 5:00  | Nashville, Tennessee        |                                                                    |
| Vitória | 11-1   | Byron Bloodworth       | Nocaute Técnico (joelhadas e socos) | UFC Live: Cruz vs. Johnson              | 01/10/2011 | 2     | 4:52  | Washington, D.C.            | Peso Casado (138 lbs.)                                             |
| Vitória | 10-1   | Chase Beebe            | Decisão (dividida)                  | UWC 7: Redemption                       | 03/11/2009 | 5     | 5:00  | Fairfax, Virginia           | Defendeu o Título Peso Galo do UWC; Prêmio Roubo do Ano do Sherdog |
| Vitória | 9-1    | Josh Ferguson          | Finalização (guilhotina)            | UWC 6: Capital Punishment               | 25/04/2009 | 1     | 4:06  | Fairfax, Virginia           | Defendeu Título Peso Galo do UWC                                   |
| Vitória | 8-1    | Justin Robbins         | Finalização (guilhotina)            | UWC 5: Man 'O' War                      | 21/02/2009 | 3     | 4:44  | Fairfax, Virginia           | Ganhou o Título Peso Galo do UWC                                   |
| Vitória | 7-1    | John Dodson            | Decisão (dividida)                  | UWC 4: Confrontation                    | 11/11/2008 | 3     | 5:00  | Fairfax, Virginia           |                                                                    |
| Vitória | 6-1    | Gerald Lovato          | Nocaute (soco)                      | UWC 3: Invasion                         | 26/04/2008 | 1     | 2:48  | Fairfax, Virginia           |                                                                    |
| Derrota | 5-1    | Reynaldo Walter Duarte | Nocaute Técnico (lesão)             | Combat Sport Challenge                  | 29/09/2007 | 1     | 1:36  | Richmond, Virginia          | O córner de Easton jogou toalha devido ao braço quebrado.          |
| Vitória | 5-0    | Hudson Rocha           | Nocaute (soco)                      | Fury FC 2: Final Combat                 | 30/11/2006 | 2     | 0:45  | São Paulo                   |                                                                    |
| Vitória | 4-0    | Rick Desper            | Decisão (unânime)                   | RF 12: Return to Boardwalk Hall         | 29/04/2006 | 3     | 4:00  | Atlantic City, New Jersey   |                                                                    |
| Vitória | 3-0    | Jay Isip               | Nocaute Técnico (socos)             | Reality Fighting 6                      | 03/04/2004 | 2     | 1:42  | Wildwood, New Jersey        |                                                                    |
| Vitória | 2-0    | Jason Taylor           | Decisão (unânime)                   | Combat Sport Challenge                  | 31/01/2004 | 2     | 5:00  | Richmond, Virginia          |                                                                    |
| Vitória | 1-0    | Anibal Torres          | Decisão (unânime)                   | Reality Fighting 3                      | 08/02/2003 | 3     | 5:00  | Bayonne, New Jersey         |                                                                    |